# Giovanni Battista Lomellini
Il Serenissimo Giovanni Battista Lomellini (Genova, 1594 – Genova, 1674) fu il 108º doge della Repubblica di Genova e re di Corsica.

## Biografia

Stemma nobiliare dei Lomellini

Figlio di Stefano Lomellini e Orietta di Adamo nacque a Genova intorno al 1594. Le prime fonti storiche sull'attività politica e di stato per la Repubblica di Genova di Giovanni Battista Lomellini risalgono al 1622 (o comunque al compimento dei 28 anni d'età) quando ricoprì la carica di generale delle Galee; nella guerra tra lo stato genovese e il Ducato di Savoia del 1625 il suo nome compare tra gli attivisti nobiliari al fianco della Superba.
Ambasciatore di Genova presso il Governatore di Milano e in seguito al servizio lavorativo per il Banco di San Giorgio, fu nominato senatore della Repubblica e il 24 luglio 1646 eletto alla massima carica dogale: la sessantatreesima in successione biennale e la centoottesima nella storia repubblicana. In qualità di doge fu investito anche della correlata carica biennale di re di Corsica.
Il suo mandato biennale, considerato dagli storici tranquillo e nella norma, fu contraddistinto dalla gotta che in varie occasioni gli impedì di presiedere alle cerimonie pubbliche. In questo periodo a Genova si insidiò l'Ordine di San Filippo Neri. Al termine del mandato - il 24 luglio 1648 - la commissione dei supremi sindacatori espresse il suo voto favorevole alla nomina di Giovanni Battista Lomellini quale procuratore perpetuo per tutto il resto della sua vita.
Morì a Genova intorno al 1674 e il suo corpo venne tumulato all'interno della basilica della Santissima Annunziata del Vastato.